# Jennifer Rush (álbum de 1984)
Jennifer Rush é o álbum de estreia da cantora americana Jennifer Rush. O álbum foi lançado em 2 de março de 1984 pela gravadora CBS Records.

## Desempenho nas paradas musicais
| Parada musical (1985)         | Melhor posição |
| ----------------------------- | -------------- |
| Reino Unido (UK Albums Chart) | 7              |

## Certificações
| País                  | Certificação | Data                   | Vendas certificadas |
| --------------------- | ------------ | ---------------------- | ------------------- |
| Canadá (Music Canada) | Platina      | 21 de julho de 1986    | 100.000             |
| Reino Unido (BPI)     | Platina      | 10 de dezembro de 1985 | 300.000             |